# 조국연합-리투아니아 기독교민주당
조국연합-리투아니아 기독교민주당(祖國聯合-리투아니아 基督敎民主黨, 리투아니아어: Tėvynės sąjunga - Lietuvos krikščionys demokratai, TS-LKD)은 리투아니아의 중도우파, 자유주의, 보수주의 정당이다. 현재 지도자는 가브리엘류스 란츠베르기스(리투아니아어: Gabrielius Landsbergis)이다.
1993년 5월 비타우타스 란츠베르기스가 이끌던 정치 단체인 사유디스에 소속되어 있던 우파 계열 인사들에 의해 설립되었다. 2003년에는 리투아니아 우파연합, 2004년에는 리투아니아 정치범·추방자 연합과 합당하면서 규모가 확대되었다. 2008년 5월 17일에 리투아니아 기독교민주당과 합당하면서 지금과 같은 당명으로 바뀌었다.